# Carly Patterson
Carly Rae Patterson (Baton Rouge, 4 febbraio 1988) è una cantante ed ex ginnasta statunitense.
Nel 2004 ai Giochi olimpici vince l'oro nel concorso individuale femminile (quattordicesima campionessa) e l'argento a squadre e alla trave. Vive attualmente ad Allen, Texas.

## Biografia
Nel 1994 Carly è al compleanno di sua cugina al Baton Rouge's Elite Gymnastics quando l'allenatore Johnny Moyal, un atleta israeliano tre volte campione olimpico, nota il suo talento e le suggerisce di prendere alcune lezioni. Inizialmente non convinta, sua madre la porta in palestra per evitare che la ragazza si faccia male tentando di imitare gli esercizi ginnici. Nel 2000 partecipa al Top Gym Tournament in Belgio: vince la medaglia d'argento nel concorso generale individuale e la medaglia di bronzo alla trave.

### 2001-2003: inizi e titolo di campionessa mondiale
Ai Goodwill Games 2001 di Brisbane, Australia, arriva seconda nel concorso generale dopo la prima rotazione. Tuttavia, al corpo libero, sbaglia ben tre atterraggi e finisce al settimo posto del concorso individuale. Nello stesso anno arriva terza nel concorso generale dei Campionati Nazionali Juniores, mentre nel 2002 vince il titolo generale. Vince inoltre due medaglie d'argento alla trave e alle parallele asimmetriche e una medaglia di bronzo al corpo libero.
Nel 2003 partecipa e vince gli American Cup ed è la più giovane atleta della competizione. A causa di un gomito rotto, nel 2003 è costretta a non partecipare ai suoi primi Campionati Nazionali da senior. Tuttavia riesce a partecipare ai Campionati Mondiali di Anaheim, California, dove vince la medaglia d'argento nel concorso generale individuale — ed è la prima donna americana a vincere una medaglia mondiale al concorso generale dal 1994. Inoltre aiuta la squadra americana a vincere la medaglia d'oro nel concorso a squadre.
Vince di nuovo il concorso generale agli American Cup del 2004. Inoltre, vince una medaglia in tutti e quattro gli eventi: trave, corpo libero, parallele asimmetriche e volteggio, guadagnando 14.000$. Ai Campionati Nazionali dello stesso anno diventa co-campionessa individuale insieme a Courtney Kupets. Inoltre, vince la medaglia d'oro al corpo libero e la medaglia d'argento alla trave. Ai Trials Olimpici cade due volte dalla trave ed entra nella squadra che parteciperà alle Olimpiadi di Atene dopo varie performance ai Training Camp.

### 2004: Olimpiadi estive di Atene
Alle Olimpiadi di Atene, Carly arriva prima ai preliminari del concorso generale individuale e nella finale alla trave. Gli Stati Uniti, nel concorso a squadre, incontrano diverse difficoltà e Carly è una delle atlete ad averne create. Commette un errore durante la sua rotazione al volteggio, alle parallele tocca con un piede lo staggio basso e alla trave perde spesso l'equilibrio. Alla fine, gli Stati Uniti d'America vincono la medaglia d'argento.
Nel concorso generale individuale, dopo un inizio non brillante al volteggio (9.375 punti), compie buone prestazioni negli altri tre attrezzi: 9.575 alle parallele asimmetriche, 9.725 alla trave e 9.712 al corpo libero. Vince la medaglia d'oro ed è la seconda atleta americana ad averne vinta una (dopo Mary Lou Retton alle Olimpiadi di Los Angeles nel 1984). Il 23 agosto compete nella finale alla trave dove, con un punteggio di 9.755, vince la medaglia d'argento dietro la rumena Cătălina Ponor.

### Esperienza post-olimpica
Poco dopo la fine delle Olimpiadi, la Patterson scopre di avere dei dischi sporgenti nella parte bassa della colonna vertebrale. Decide così di prendersi una pausa dallo sport per farsi curare la schiena e si ritira ufficialmente nel 2006, senza mai più partecipare a qualche competizione importante. In un'intervista del 2009 dice: Ho cominciato ad avere alcuni problemi alla schiena e il mio dottore mi ha detto 'Carly, se vuoi essere in grado di camminare quando invecchierai devi fermarti.' E così ho intrapreso la carriera musicale.
Il 29 agosto 2006 prende parte al reality show Celebrity Duets, programma prodotto da Simon Cowell di American Idol. Lo show consiste nel far duettare otto cantanti famosi con otto celebrità. Il 15 settembre, durante lo spettacolo, Carly viene eliminata dalla competizione (cantando un duetto con Jesse McCartney). Da qui, decide di intraprendere la carriera musicale. Partecipa inoltre a diversi eventi, sia ginnici che non. Appare in diversi spot pubblicitari, tra cui quello della Mobile ESPN, mandato in onda durante il Super Bowl XL. Scrive anche un'autobiografia pubblicata nell'aprile 2006. Nel dicembre 2011, entra a far parte dello show televisivo Hollywood at Home.

#### Carriera musicale
In un'intervista del 2005 afferma di voler diventare una cantante professionista. Il 21 agosto dello stesso anno, durante un'intervista alla FOX Sports Net's Sports Sunday, fornisce maggiori dettagli sulla sua futura carriera canora. Il 18 dicembre annuncia di aver firmato un contratto per registrare una demo di quattro canzoni con la Papa Joe Records. Ha lavorato con il cantante Chris Megert: con cui ha scritto e prodotto Time to Wake Up e Lost in Me.
Il 4 febbraio 2008 Carly firma un contratto discografico con la MusicMind Records, un'etichetta indipendente con sede a Chicago. Il singolo Temporary Life (Ordinary Girl) è stato pubblicato su iTunes il 25 marzo 2008. L'uscita del suo album di debutto Back to the Beginning era previsto per il 5 agosto, in coincidenza con i Giochi Olimpici di Pechino. Tuttavia, il CD è stato pubblicato un anno dopo, il 25 agosto 2009. Nel frattempo, il 10 settembre 2008, viene rilasciato il singolo Time to Wake Up.
La canzone Here I Am è stata inserita in una puntata della seconda stagione di Make It or Break It - Giovani campionesse, una serie televisiva di genere drammatico che segue le vite di alcune giovani atlete di ginnastica che sognano di competere nelle Olimpiadi.